# Marion (Arkansas)
Marion é uma cidade localizada no estado americano de Arkansas, no Condado de Crittenden.

## Demografia
Segundo o censo americano de 2000, a sua população era de 8901 habitantes.
Em 2006, foi estimada uma população de 10.151, um aumento de 1250 (14.0%).

## Geografia
De acordo com o United States Census Bureau, a localidade tem uma área de 34,8 km², sem área coberta por água. Marion localiza-se a aproximadamente 195 m acima do nível do mar.

## Localidades na vizinhança
O diagrama seguinte representa as localidades num raio de 24 km ao redor de Marion.